# محرك الممانعة

مقطع في محرك ممانعة له 6 أقطاب في العضو الثابت و 4 أقطاب في العضو الدوار. يلاحظ وجود ملفات على اقطاب العضو الساكن فقط.

محرك الممانعة هو إحدى أنواع المحركات الكهربية التي تحول الطاقة الكهربائية) إلى طاقة حركية (طاقة ميكانيكية، وهو محرك خطوة، ويقوم مبدأ عمل هذا المحرك على ظاهرة عزم البروز (حيث يشتد المجال المغناطيسي على الجزء المدبب من القطب أكثر من أن يكون سطح القطب مسطحا). وتكون حركة فطعة مغناطيسية أو قطعة حديدية المغنطة فإنها تلجأ إلى سلوك أيسر الطرق وأقلها ممانعة لمرور خطوط المجال المغناطيسي ومعاكسة له. «الممانعة» هي المكافئء المغناطيسي للمقاومة الكهربية، فيمكننا القول «محرك الممانعة المغناطيسية».
في محرك الممانعة ينشأ عزم الدوران في العضو الدوار عن طريق قوة الممانعة وليس بصفة أساسية بسبب قوة لورنتز كما هو الحال في محركات الإثارة. أي أن محرك الممانعة لايحتوي على مغناطيسات ذاتية ولا يوجد ملف حهربائي في العضو الدوار. لهذا يتميز محرك الممانعة بعدم وجود استهلاك للفرش الناقلة للتيار أو استهلاك لحلقات مبادل كهربائي. يتكون العضو الدوار فيه من عدة أقطاب (غير ممغنطة) مصنوعة من مادة حديدية قابلة للمغنظة مثل رقائق من الحديد. ويتحرك العضو الدوار في اتجاه أقل ممانعة.
بالمقارنة بالمحرك الذي يعمل بمغناطيس ذاتي مثل محرك تزامن تكون كثافة عزم الدوران في محرك الممانعة أقل. أي أن عزم الدوران الناتج منه يكون أقل بالنسبة لحجم المحرك. ولكن يمكن تشغيل محرك الممانعة بطريقة تزامنية بواسطة محول تردد، بذلك ترتفع كفاءته عن المحركات الأخرى من محركات تزامن ووالمحركات غير التزامنية، ويكون بذلك أقل تكلفة.
.

## مبدأ عمله

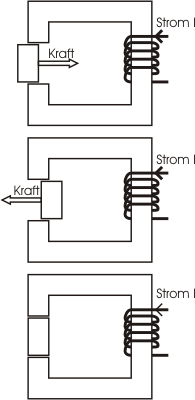
تتحرك قطعة الحديد بين القطبين في أتجاه أقل ممانعة مغناطيسية (أقصر خطوط مغناطيسية).

تنشأ الحركة من كون العضو الدوار يتبع اتجاه أقل ممانعة مغناطيسية. ويمكن تصور ملف كهربائي على حدوة حصان وتوجد قطعة حديد بين قطبيه (أنظر الشكل). فبسبب قوة الممانعة فإن قطعة الحديد سوف تتخذ الموضع الذي تكون فيه الممانعة المغناطيسية أقل ما يمكن (أي يصل الـتأثير المغناطيسي أشده). ويشكل في محرك الممانعة قطبين في العضو الثابت وقطبين في العضو الدوار «حلقة» (مثلما في مثالنا) حيث يتحرك العضو الدوار بحيث تكون الممانعة المغناطيسية أقل ما يمكن (أي يكون القطبان موازيين لخطوط المجال المغناطيسي لأقطاب العضو الثابت).

### الميزات
لمحرك الممانعة ميزة أن استهلاك الكهرباء يكون في العضو الثابت فقط، وسهولة تبريده من الخارج. ولذلك تستطيع محركات الممانعة العمل بشدة إذا لزم ذلك بين حين وآخر. ونظرا للبنية البسيطة للعضو الدوار من دون ملفات أو مواد خاصة (مثلما تحتاجها مغناطيسيات ذاتية تدخل في موادها عناصر أرضية نادرة)، فيمكن تكوين العضو الدوار من مادة صلبة تتحمل الدوران بأكثر من معدل الدوران الإسمي من وقت لآخر.

### المساويء
من مساويء محرك الممانعة هو عزم دورانه النابض، وهذا يختص بالمحرك الذي يكون فيه عدد الأقطاب صغيرا. كما تنشأ فيه قوى شعاعية نابضة أيضا بين أقطاب العضو الثابت واقطاب العضو الدوار، مما يؤثر على المحملات علاوة على بعض الضجيج الذي ينشأ بسبب النبض.

## أنواعه
لمحرك الممانعة عدة أنواع تخضع لنفس نظرية العمل ولكنها تختلف في أجزاء وأهم أنواعه هو:
- محرك الممانعة التزامني

و هو عملي وفعال بالنسبة إلى التطبيقات والأجهزة الصغيرة
- محرك الممانعة المتناوب

## مميزاته وعيوبه
- يمتاز هذا المحرك لإن تركيبه بسيط ويخلو من الفرش والمغانط
- يملك موثوقية عالية مقارنة بمحرك التيار المستمر ومحرك التيار المتردد
- يتمتع بعزم ابتدائي عالِ
- قدرته الكبيرة على التكيف وتحمل درجات الحرارة.

أما أبرز عيوبه فهي:
- علاقة التيار مع العزم غير خطية، الأمر الذي يسبب مشاكل في عملية التحكم.
- يسبب ضجيجا عاليا.

## استخداماته
تناسب محركات الممانعة الاحجام المتوسكة من المحركات (بين 100 مليمتر إلى 300 مليمتر) وتحتاج إلى وقت قصير لتشغيلها. ونظرا لبساطتها وبنيتها القوية فهي تناسب الأعمال في أوسط صعبة. وهي لا تصلح كمحركات صغيرة الحجم حيث أن كثافة قوتها قليلة نسبيا وبهذا تكون كفاءتها منخفضة (نسبة عزم دورانها إلى حجمها).
وللا تصلح أيضا كمحركات كبيرة حيث أن كفاءتها منخفضة. وحاليا توجد منها أنواع تعمل حتى 400 كيلو فولط أمبير.
يكثر استخدامها في صناعة المنسوجات حيث تقوم بامداد الخيوط بطريقة متزامنة.
كما تستخدم في السيارات الهجين التي تعمل فترة بمحرك كهربائي وتسير فترة بالبنزين.
ومن ميزات محرك الممانعة التزامني قلة تكلفة تصنيعه.
 كذلك ما تحتاجه من إجزاء إلكترونية فقد انخفضت تكاليفا أيضا. ويستخدم منها محركات للأجهز المنزلية مثل الغسالات الكهربائية والمكانس الكهربائية.

## وصلات خارجية
- Real-Time Simulation of Switched Reluctance Motor Drives Technical Paper

## اقرأ أيضا
- محرك خطوي
- محرك كهربائي
- السيرفو